# نیک بارمبی
نیک بارمبی (به انگلیسی: Nick Barmby) بازیکن فوتبال زادهٔ ۱۱ فوریه ۱۹۷۴ اهل انگلستان بود که سابقهٔ بازی در تیم ملی فوتبال انگلستان را در کارنامهٔ خود دارد. وی در تاریخ ۲۹ مارس ۱۹۹۵ نخستین بازی ملی خود را در مقابل تیم ملی فوتبال اروگوئه انجام داد و با حضور در ۲۳ بازی ملی، در تاریخ ۶ اکتبر ۲۰۰۱ واپسین بازی ملی‌اش را در برابر تیم ملی فوتبال یونان برگزار کرد.
این بازیکن توانسته در بازی‌های ملی، ۴ گل به ثمر برساند.